# Valentin Raspoutine
Pour les articles homonymes, voir Raspoutine (homonymie).
Valentin Grigorievitch Raspoutine (russe : Валентин Григорьевич Распутин, né le 15 mars 1937 - mort le 14 mars 2015) est un écrivain russe. Il est né et a vécu la plus grande partie de sa vie dans l'oblast d'Irkoutsk, dans l'est de la Sibérie. Son œuvre décrit des personnages urbains sans racines ainsi que le combat pour le maintien de modes de vie ruraux centenaires, le tout soulevant des enjeux éthiques et spirituels.

## Biographie
Valentin Raspoutine naît le 15 mars 1937 dans le village d'Atalanka (en), dans l'oblast d'Irkoutsk, en Union soviétique. Son père travaille dans une coopérative du village alors que sa mère est infirmière. Le village a été relocalisé depuis l'inondation de la région par le réservoir de Bratsk au cours des années 1960. Plus tard, Valentin décrira sa jeunesse en Sibérie comme difficile, mais heureuse. « Dès que nous, enfants, avons appris à parler, nous allions faire nos premiers pas à la rivière avec nos cannes à pêche. Dès la plus tendre enfance, nous courrions dans la taïga à la sortie du village pour y cueillir baies et champignons. Dès notre plus jeune âge, nous embarquions sur l'eau avec des avirons...,. »
À la fin de son école élémentaire en 1948, ses parents l'envoient poursuivre ses études à Oust-Ouda, à environ 50 km de son village natal. Il est le premier enfant du village à poursuivre ainsi son éducation.
Raspoutine obtient un diplôme de l'université d'État d'Irkoutsk en 1959. Il commence à travailler pour les journaux locaux du Komsomol à Irkoutsk et Krasnoïarsk. Il publie sa première nouvelle en 1961.
Lors d'un séminaire de jeunes auteurs mené par Vladimir Tchivilikhine (ru) et tenu à Tchita en septembre 1965, Raspoutine est encouragé par Tchivilikhine, qui le recommande auprès de l'Union des écrivains soviétiques. Il sera admis à l'Union en 1967, après la publication de De l'Argent pour Maria.
Au cours des trois décennies suivantes, il publie nombre de nouvelles dont plusieurs deviennent des succès auprès du public et des critiques.

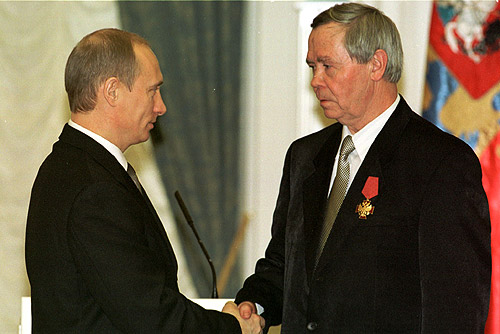
Raspoutine recevant l'ordre du Mérite pour la Patrie par le président russe Vladimir Poutine (2002).

En 1980, après avoir fait des recherches pendant deux ans sur la bataille de Koulikovo, Raspoutine est baptisé près de Ielets par un prêtre orthodoxe.

## Adaptations
- 1969 : Roudolfio (Рудольфио) de Dinara Assanova
- 1978 : Leçons de français (Уроки французского) de Evgueni Tachkov
- 1980 : Rencontre (Встреча) de Aleksandr Ityguilov
- 1980 : Peau d'ourse à vendre (Продаётся медвежья шкура) de Aleksandr Ityguilov
- 1981 : Les Adieux à Matiora (Прощание) de Elem Klimov
- 1981 : Vassili et Vassilissa (Василий и Василиса) de Irina Poplavskaïa
- 2008 : Vis et souviens-toi (Живи и помни) de Alexandre Prochkine

## Prix et récompenses
- ordre de l'Insigne d'Honneur (1971)
- Prix d'État de l'URSS (1977, 1987)
- ordre du Drapeau rouge du Travail (1981)
- Ordre de Lénine (1984, 1987)
- Héros du travail socialiste (1987)
- Prix Soljenitsyne (2000)
- prix Bolchaïa Kniga (2007)
- ordre du Mérite pour la Patrie (2008)
- Ordre d'Alexandre Nevski (2011)
- Prix d'État de la fédération de Russie (2013)

### Essais
- (en) Valentin Raspoutine (trad. Margaret Winchell, Gerald Mikkelson), Siberia, Siberia [« Сибирь, Сибирь... »], Northwestern University Press,‎ 1996, 438 p. (ISBN 0-8101-1575-1, lire en ligne).

### Traductions
1. ↑  (en) « As soon as we kids learned how to walk, we would toddle to the river with our fishing rods; still a tender child, we would run to the taiga, which would begin right outside the village, to pick berries and mushrooms; since young age, we would get into a boat and take the oars... »